# Kuroszaki Hiszasi
Kuroszaki Hiszasi (Kanuma, 1968. május 8. –) japán válogatott labdarúgó.
A japán válogatott tagjaként részt vett az 1988-as Ázsia-kupán.

## Statisztika
| Japán válogatott | Japán válogatott | Japán válogatott |
| Időszak          | Mérk.            | gól              |
| ---------------- | ---------------- | ---------------- |
| 1989             | 7                | 1                |
| 1990             | 2                | 0                |
| 1991             | 0                | 0                |
| 1992             | 0                | 0                |
| 1993             | 1                | 0                |
| 1994             | 1                | 0                |
| 1995             | 10               | 3                |
| 1996             | 2                | 0                |
| 1997             | 1                | 0                |
| Összesen         | 24               | 4                |